# Gieorgij Tigijew
Gieorgij Lwowicz Tigijew (ur. 26 maja 1995 w Biesłanie) – rosyjski piłkarz grający na pozycji lewego obrońcy.
W najwyższej klasie rozgrywkowej zadebiutował 3 maja 2015 roku w meczu Torpedo Moskwa z Rubinem Kazań, zmieniając Aleksandra Kacałapowa. Po raz pierwszy w pierwszym składzie wyszedł na boisko tydzień później w derbowym meczu z Dinamem Moskwa. Następnie grał w takich klubach jak: Anży Machaczkała, Spartak Moskwa, Krylja Sowietow Samara i Dynama Mińsk.
W 2015 roku wystąpił w dwóch meczach młodzieżowej reprezentacji Rosji.